# Renzo Agresta
Renzo Pasquale Zeglio Agresta (São Paulo, 27 de junho de 1985) é um esgrimista brasileiro na modalidade sabre. 
Descendente de italianos, atualmente reside em São Paulo e treina no Esporte Clube Pinheiros, depois de treinar em Roma durante alguns anos e estudar na Universidade John Cabot. Participou dos Jogos Pan-Americanos de 2003 em Santo Domingo, 2007 no Rio de Janeiro, 2011 em Guadalajara e 2015 em Toronto, e das Olimpíadas de 2004 em Atenas, 2008 em Pequim, 2012 em Londres e 2016 no Rio de Janeiro .
Começou sua carreira no Club Athletico Paulistano, ao acompanhar um amigo que iniciaria lá os treinos no esporte — o amigo depois acabaria desistindo. Seu primeiro título internacional adulto foi o Campeonato Pan-Americano, que ele já havia conquistado nas categorias cadete e juvenil, tornando-se o primeiro atleta a vencer as três categorias de maneira consecutiva. No segundo semestre de 2005 foi treinar em Roma com o técnico Alessandro Di Agostino. Segundo Renzo, ainda há uma lacuna grande entre a esgrima nacional e a europeia, o que faz o treinamento na europa ser primordial para crescimento como atleta internacional. "Essa deve ser a minha maior evolução na esgrima", disse em setembro de 2005, antes de embarcar para a Itália. Nessa época já era chamado pelo jornal O Estado de S. Paulo de "principal esgrimista do país".
Renzo conquistou a medalha de bronze com o sabre nos Pan-Americanos do Rio de Janeiro, em 2007, e de Toronto, em 2015. Em 2008, passou a figurar entre os top 50 do sabre no ranking mundial, e em março garantiu uma das vagas reservadas à América para as provas de esgrima das olimpíadas de Pequim, após a etapa de Argel (Argélia) da Copa do Mundo de Esgrima, tornando-se o primeiro brasileiro a chegar à competição sem precisar disputar um pré-olímpico, pela posição no ranking que conquistou. Chegou para a competição com ambição de ficar entre os dezesseis primeiros do sabre, mas acabou eliminado na segunda fase pelo cabeça-de-chave número um, o italiano Luigi Tarantino. Em Atenas, quatro anos antes, ele havia sido eliminado na mesma fase pelo então campeão mundial, o ucraniano Vladimir Lukashenko. No final de 2008 foi premiado pelo Comitê Olímpico Brasileiro com o Prêmio Brasil Olímpico na sua modalidade. Foi a sexta vez que ganhou o prêmio, tendo sido agraciado também em 2002, 2004, 2005, 2006 e 2007.
Em 2014, chegou a atingir a 15.ª colocação no ranking mundial de sua modalidade.